# Marijinszkij-palota
A Marijinszkij-palota (ukránul: Маріїнський палац, Marijnszkij palasz) Ukrajna elnökének hivatalos rezidenciája. Az Erzsébet-kori barokk palota az ukrán főváros, Kijev központjában, a Dnyeper folyó jobb partján található, az ukrán parlament, a Verhovna Rada neoklasszicista épületének szomszédságában.

## Története
A palotát Erzsébet orosz cárnő parancsára építették 1744-ben; építésze Francesco Bartolomeo Rastrelli volt, az akkori Orosz Birodalom legkiválóbb építésze. Rastrelli egyik tanítványa, Ivan Micsurin más építészekkel együtt 1752-ben fejezte be a palotát. Erzsébet cárnő azonban nem érte meg a palota befejezését, a cári család első magas rangú tagja, aki a palotában tartózkodott, Erzsébet cárnő unokahúga, II. Nagy Katalin cárnő volt, aki 1787-ben látogatott Kijevbe. A 18. század végén és a 19. század elején a palota a főkormányzók fő rezidenciája volt.
1812-ben leégett a palota jobb szárnya, majd 1819-ben egy újabb súlyos tűzvész további károkat okozott a palotában: a második emelet, amely alapvetően fából készült, teljesen kiégett. Az épület ezután majdnem fél évszázadon át teljesen romos és elhagyatott volt. 1870-ben II. Sándor cár Konstantin Majevszkij építésszel újjáépíttette a palotát, régi rajzok és akvarellek alapján. Ezt követően az uralkodó a feleségének, Marija Alekszandrovna cárnénak a kívánságára a palota déli oldalán egy nagy parkot alakítottak ki, amihez 22 000 ezüst rubellel járult hozzá. A palotát 1917-ig az uralkodócsalád Kijevbe látogató tagjainak rezidenciájaként használták.
Az orosz polgárháború éveiben a palotát a kijevi forradalmi tanács (revkom) főhadiszállásaként használták, különösen a kijevi bolsevik felkelés idején.
1923-ban a megüresedett palotában helyezték el az újonnan létrehozott Földművelésügyi Főiskolát, amely a bolsevik agrárreformhoz szükséges szakembereket képezte ki. A főiskolának saját kísérleti parcellái voltak a gyakorlati képzéshez. Két évvel később megnyílt a Kijevi Regionális Mezőgazdasági Múzeum és az Állandó Ipari Kiállítás. Ennek utódja volt a későbbi Ukrán SZSZK Nemzetgazdasági Eredményeinek Kiállítása. A múzeumot Jevhen Sztasevszkij vezette. A kastélyt és a melléképületeket elfoglaló kétszintes mezőgazdasági és ipari kiállításon kívül a palota mellett szántóföldi és kerti növények parcellái, sőt egy kis méhészet is volt.
1934-ben az Ukrán SZSZK fővárosa visszakerült Kijevbe, és az akkori köztársasági parlament is oda költözött. A képviseleti hatalom rendszere a következő volt: választásokon választották meg a küldötteket az Összukrajnai Szovjetek Kongresszusára, amely évente kétszer ülésezett, az ülések között pedig egy állandó testület, az Összukrajnai Központi Végrehajtó Bizottság (VUSzVK), amely egyesítette a törvényhozási, közigazgatási, végrehajtó és ellenőrző funkciókat. Sztálin „leghaladóbb” alkotmányának 1937-es elfogadása után a törvényhozó testületet átnevezték az Ukrán SZSZK Legfelsőbb Szovjetjévé (tanácsává).
A korábbi királyi palota nem felelt meg a parlamenti tevékenység igényeinek, ezért úgy döntöttek, hogy a közelben egy új, megfelelő stílusú épületet építenek. 1939-ben a Verhovna Rada új épületbe költözött, és ismét felmerült a palota használatának kérdése.
1939 márciusában, a „Kobzos” születésének 125. évfordulója alkalmából rendezett jubileumi ünnepségek során Kijevben Tarasz Sevcsenko emlékművét avatták fel azon a helyen, ahol egykor I. Miklós cár emlékműve állt. Tarasz Sevcsenko nevét ekkor kapta a Kijevi Egyetem és az Operaház (korábban Karl Liebknechtről nevezték el). Ezzel egy időben megnyílt a köztársasági jubileumi Sevcsenko-kiállítás, amelynek helyszíneként nyitották meg a Tarasz Sevcsenko Központi Állami Múzeumot, amely az egykori királyi palotában kapott helyet, ez szintén jelképes volt. Az újonnan berendezett múzeumot 1941. április 7-én nyitották meg, de a német támadás után a kiállítást azonnal bezárták, és a kiállítási tárgyak nagy részét Oroszország belsejébe vitték.
A második világháborúban a Marijinszkij-palota súlyosan megrongálódott, egy bombatalálat elpusztította az épület központi részét. A palotát 1945-1949-ben Pavlo Aljosin ukrán építész irányításával újjáépítették, és azóta ünnepélyes fogadások helyszíne. Az 1980-as évek elején újabb jelentős helyreállításra került sor. A kijevi palotát sokáig a cári palota néven ismerték, és csak az 1950-es években kapta a „Marijinszkij” nevet. Maga a park is számos átnevezésen esett át fennállása során. Eleinte Rendi kertnek hívták, majd Cár-kert, aztán Palotakert és Sándor-kert lett belőle, később pedig a Forradalom Áldozatainak Parkja, Kijevi Park, Proletárpark és Szovjet Park nevet kapta. 
1979-1982-ben, alapos kutatások után a palotát főként a 19. század végi építészet formáinak megfelelően restaurálták. A tereprendezés a Bartolomeo Rastrelli által jóváhagyott rajz alapján készült. A szökőkutak formája és a zöldfelületek mintázata a 18. századra jellemző hagyományos kialakítású. A szökőkutakat páros szoborkompozíciók díszítik, ezek 18. század közepén készült szobrok másolatai, amelyeket az ország múzeumaiban őriznek. A palota előteréből márványlépcső vezet a második emeletre, ahol a dísztermek találhatók. Az ezeket borító sötétvörös szőnyeg a különleges ünnepélyesség hangulatát hangsúlyozza.
2007 júniusában kezdődött a palota rekonstrukciója, amelyet 2011-re kellett volna befejezni, de 2017-ben még mindig zajlottak a munkálatok. A létesítmény körülbelül 43%-ban készült el addigra. Az elvégzett munkálatok költsége 2017. január 1-jén 468 276 800 hrivnyára rúgott. A tervek szerint a palota 2019-re készült volna el.
2018. január 16-án este, többéves javítási és rekonstrukciós munkálatok után megnyitották a palotát. Itt rendezték meg Petro Porosenko ukrán elnök hivatalos éves diplomáciai találkozóját, amelyen részt vettek a külföldi országok diplomáciai képviseleteinek és az Ukrajnában akkreditált nemzetközi szervezetek vezetői is. A palotát 2021-ben megnyitották a nagyközönség előtt, és vezetett túra keretében látogathatóvá tették. 2022. április 5-én Volodimir Zelenszkij elnök bejelentette, hogy a palota Fehér termét, ahol az állami vezetés a külföldi államfőket fogadja, Ukrajna Hőseinek Fehér termének fogják nevezni, és itt fogják kitüntetni az Ukrajna Hőse címmel kitüntetetteket.

## Az épület belseje

### Építészeti jellemzői
A palota központi részén található a nagy Fehér Csarnok, amelyet magas boltíves nyílások kötnek össze az előcsarnokkal. Két oldalról a Zöld szalon és a Bankett-terem csatlakozik hozzá. Az épület középső, az első udvarra néző részét kis hangulatos szobák enfiládja szeli át. A Marijinszkij-palota minden egyes helyiségének belső tere egyedi megjelenésű, amelyet művészi kifejezőeszközök egész sora hoz létre, amelyek között különleges szerepet kap a színvilág. A Fehér és a Bankett-terem, a Zöld és a Kék szalonok színvilágának kialakítása egy-egy szín domináns szerepére épül. A többi helyiséget összetett és váratlan színkombinációkkal díszítik. Az egyik termet, a Barokk termet a restaurátorok a Rastrelli enteriőrjeire jellemző formákban állították helyre. A bonyolult aranyozott díszítésekkel keretezett műmárvány világosbarna falfelületekkel, párkány- és ajtódíszekkel, valamint a gazdagon díszített kandallóval és a fölötte lévő nagy tükörrel kombinálva a kifinomultság benyomását kelti.
A palota művészi kialakításának fontos elemei a főként a 19. század második feléből származó díszítő- és iparművészeti tárgyak, valamint a bútorok és csillárok (antik és a 18. és 19. század szellemében kortárs mesterek által készített), a festészet híres mestereinek a múltban és napjainkban készült festményei. Néhány teremben a 19. század 2. felében K. Alliaudi művész által készített falfestmények kisebb töredékei találhatók, amelyeket 1982-ben restauráltak. A palota csodálatos parkettája a legutóbbi restaurálás során készült. Nemes fából készült, mintázatának szépségével és tökéletes kézműves munkájával máig lenyűgözi az ide látogató előkelő vendégeket.
A második emeleten 26 szoba található, ezek döntően gazdagon díszített lakosztályok és termek. Korábban számos kandallót helyeztek el itt, amelyek még a legzordabb télen is kellemesen melegen tartanák a helyet, de napjainkban biztonsági okokból már központi fűtésű radiátorokat használnak. A falakat Kijev, Lviv és Odessza képtáraiból kölcsönzött festmények díszítik. Ezek külföldi és ukrán művészek alkotásai.
A földszint 55 helyiségét a biztonsági, sajtó- és egyéb szolgálatok használják. Vannak szobák az orvosok számára fenntartva, és olyanok is, ahol a fellépő művészek átöltözhetnek előadásaik előtt, amelyeket a palotában különleges alkalmakkor rendeznek.
A Marijinszkij-palota elegáns építészeti műemlék. A palota különböző részei olyan sikeresen kapcsolódnak egymáshoz és alkotnak egységet, hogy nehéz őket különválasztani és külön-külön tanulmányozni. A palota több stílus harmonikus keveréke. A körvonalak finomsága és a homlokzatok visszafogott díszítései ügyesen illeszkednek a park nyújtotta idilli környezethez.

### Diplomáciai helyszínként
A palota központi termét „Bilij” („Fehér”) vagy „Baletnij” („Bálterem”) néven emlegetik. Ebben a teremben tartják a magas rangú hivatalos fogadásokat; a nagykövetek itt kapják meg akkreditációjukat, itt írják alá a legfontosabb dokumentumokat és megállapodásokat. Egy másik impozáns termet, a Zöld fogadótermet gyakran használják a külföldi delegációkkal és állami vezetőkkel folytatott tárgyalások lebonyolítására. A Zöld fogadóteremben megfordult már Richard Nixon, George H. W. Bush és Bill Clinton amerikai elnök, Margaret Thatcher brit miniszterelnök, François Mitterrand francia elnök és Helmut Kohl német kancellár. . Az orosz-ukrán háború kitörése után az ukránokat támogató számtalan magas rangú politikus fordult meg a palotában, köztük az Európai Unió állam- és kormányfőinek, valamint külügyminisztereinek többsége, illetve többek között Joe Biden amerikai elnök, Rishi Sunak brit, és Narendra Dámodardász Modi indiai miniszterelnökök. A magyar kormány álláspontja a többségtől eltérő, az EU vezető politikusainak túlnyomó többségével ellentétben sem Orbán Viktor miniszterelnök, sem Szijjártó Péter külügyminiszter nem látogatott el a helyszínre.

## A popkultúrában
A 2022-es RRR című indiai telugu nyelvű film „Naatu Naatu” című dalának klipjét 2021 augusztusában forgatták a palotában. 2021-ben a dal elnyerte a 2022-es Golden Globe-díjat a legjobb eredeti betétdalért és a 95. gálán az Oscar-díjat a legjobb eredeti dalért.

## Galéria

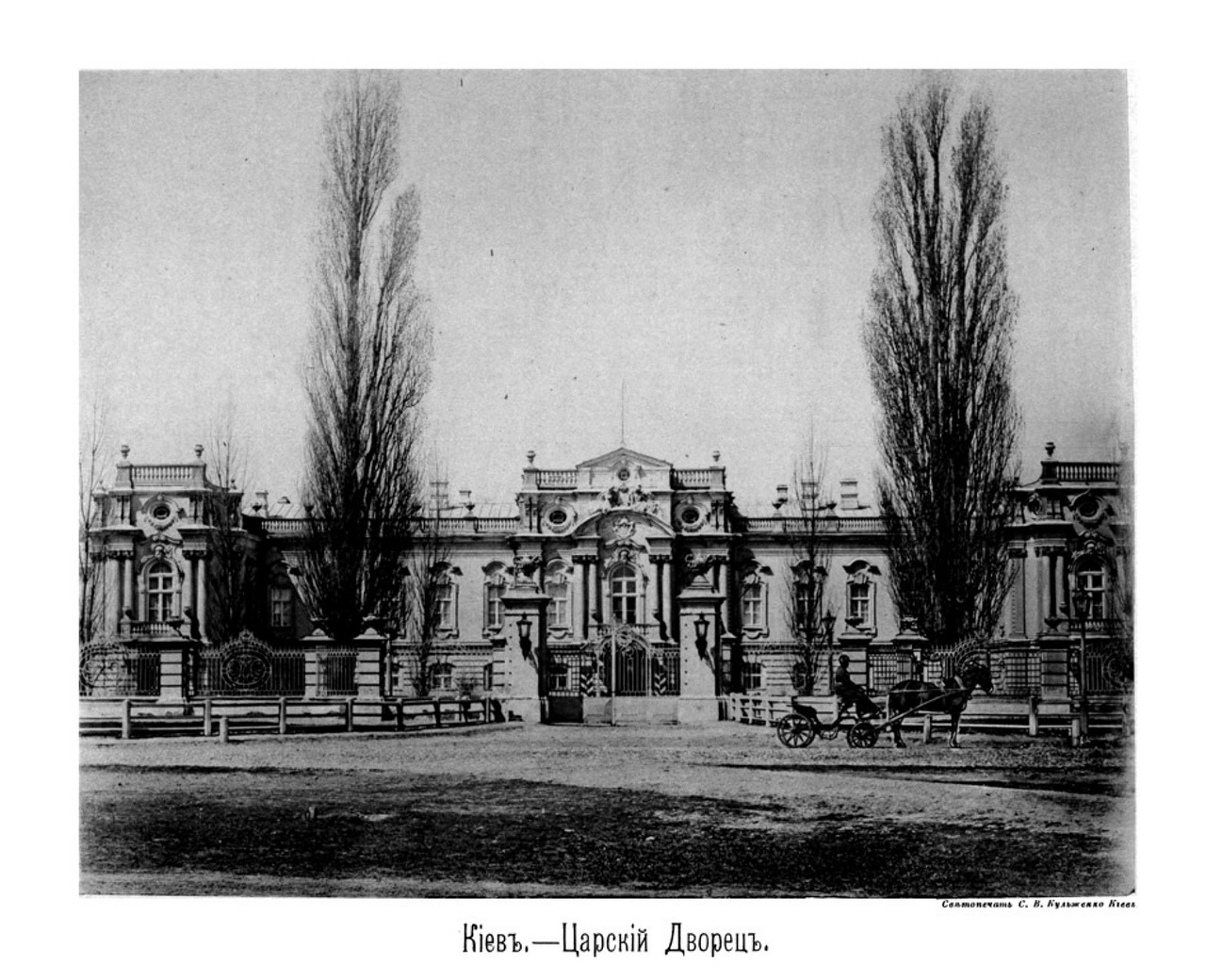
Az épület 1888-ban
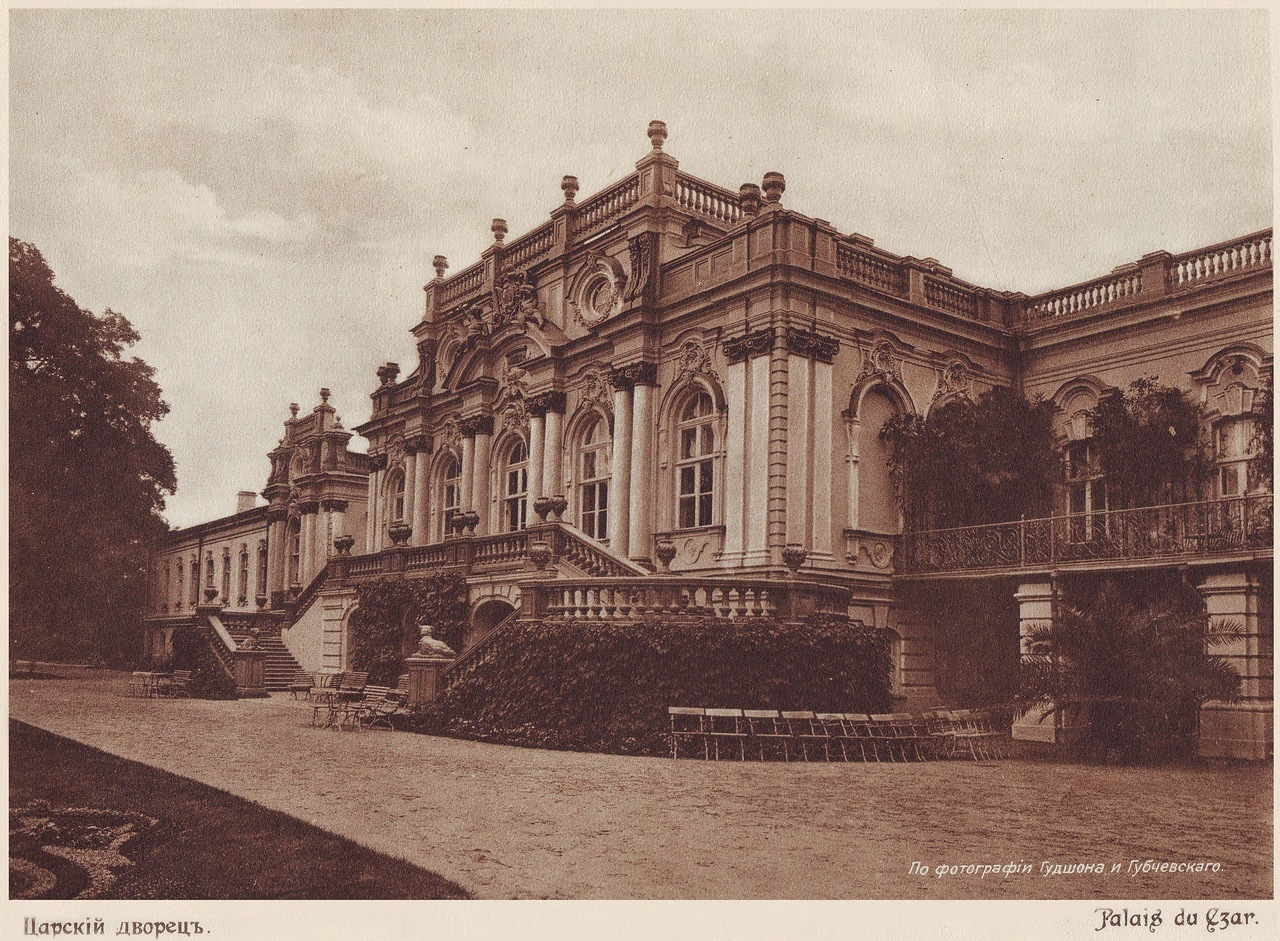
A palota 1911-ben
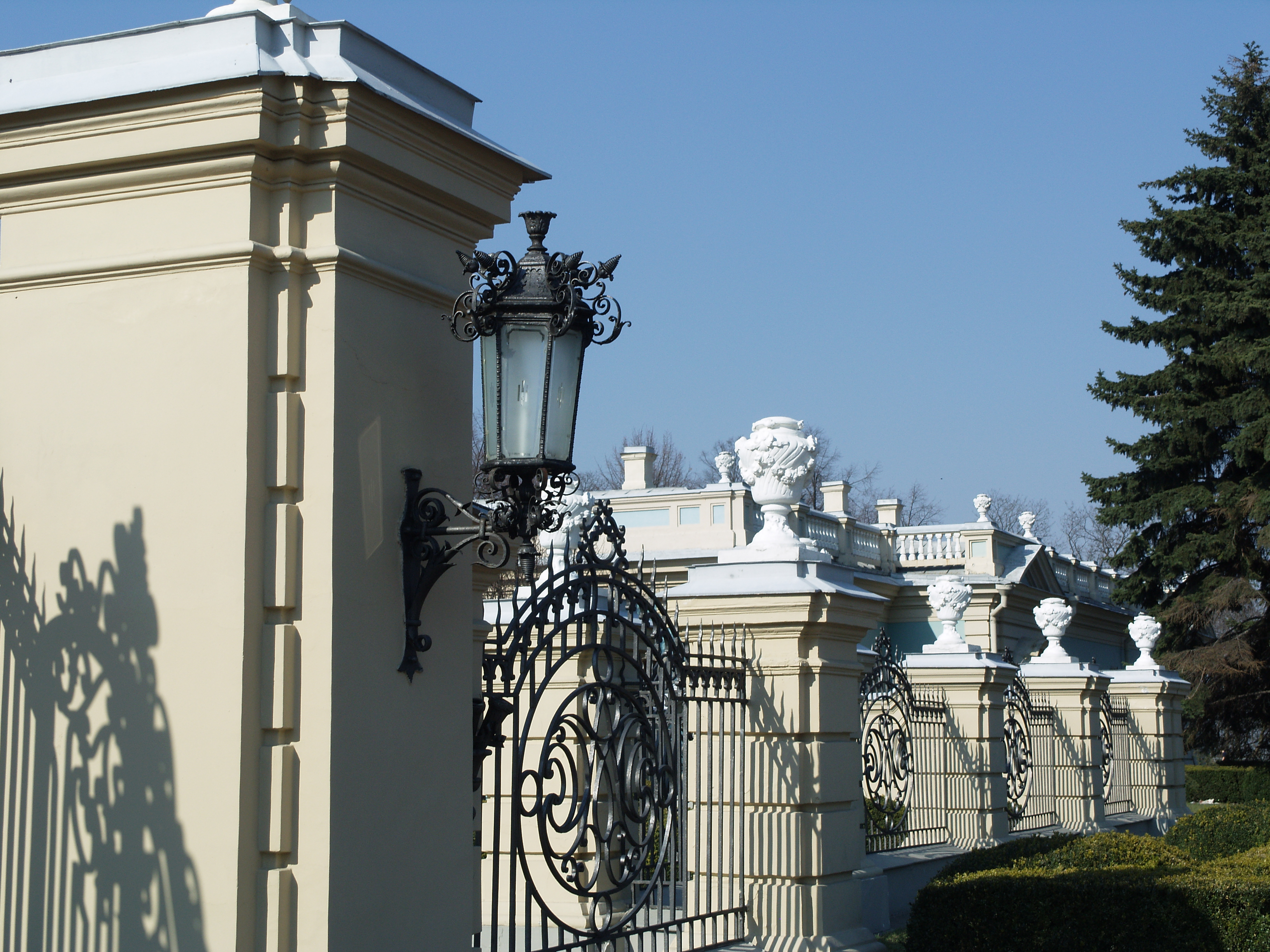
A palotát míves kovácsoltas korlátok veszik körül.
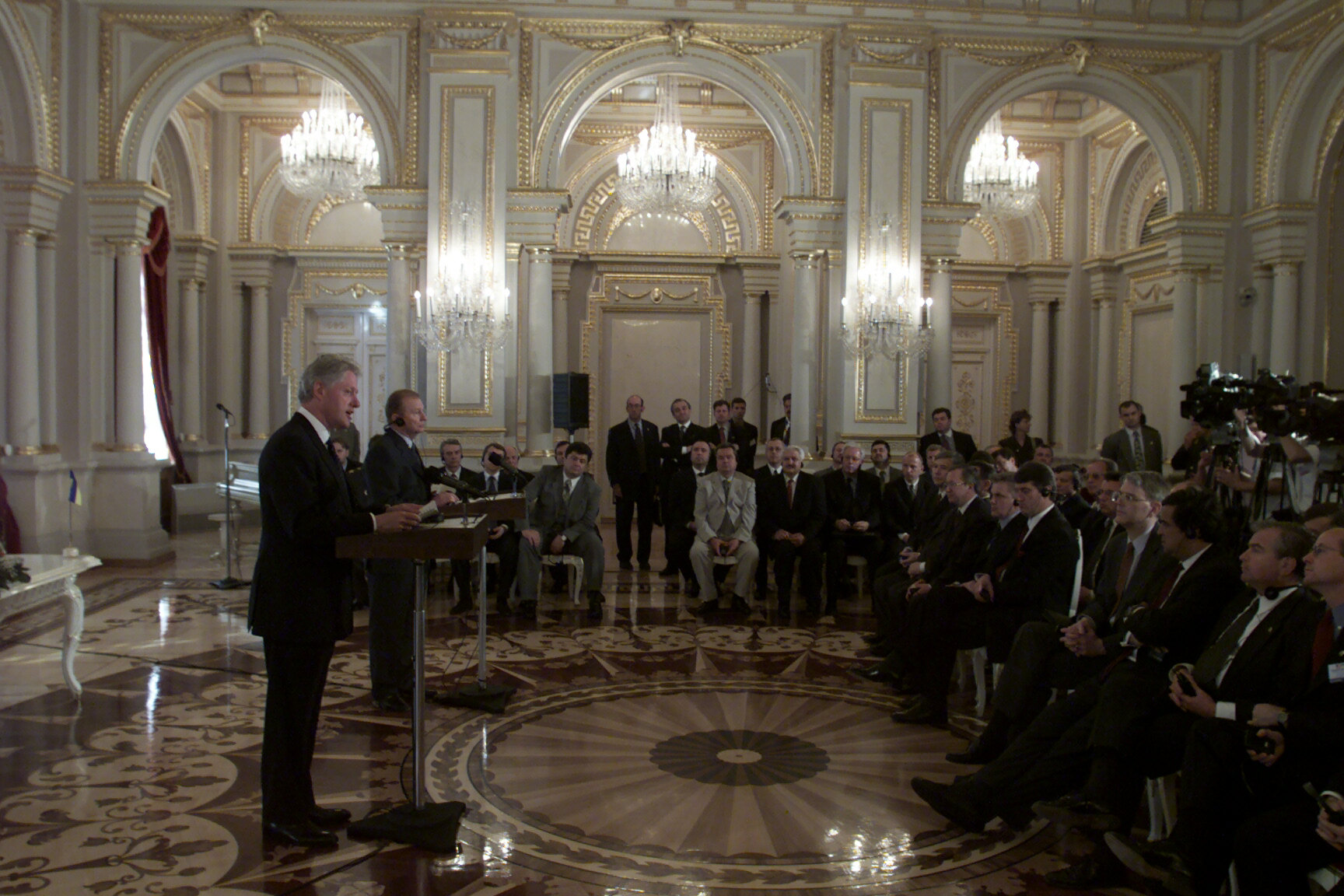
Kucsma elnök sajtótájékoztatót tart Clinton amerikai elnökkel. 2000. június 5-én
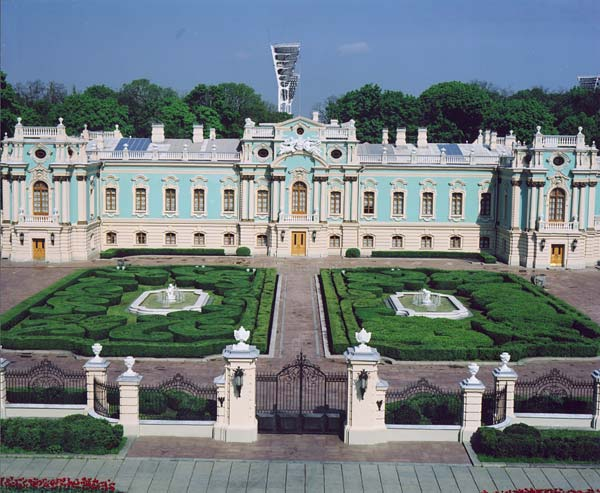
2005-ben
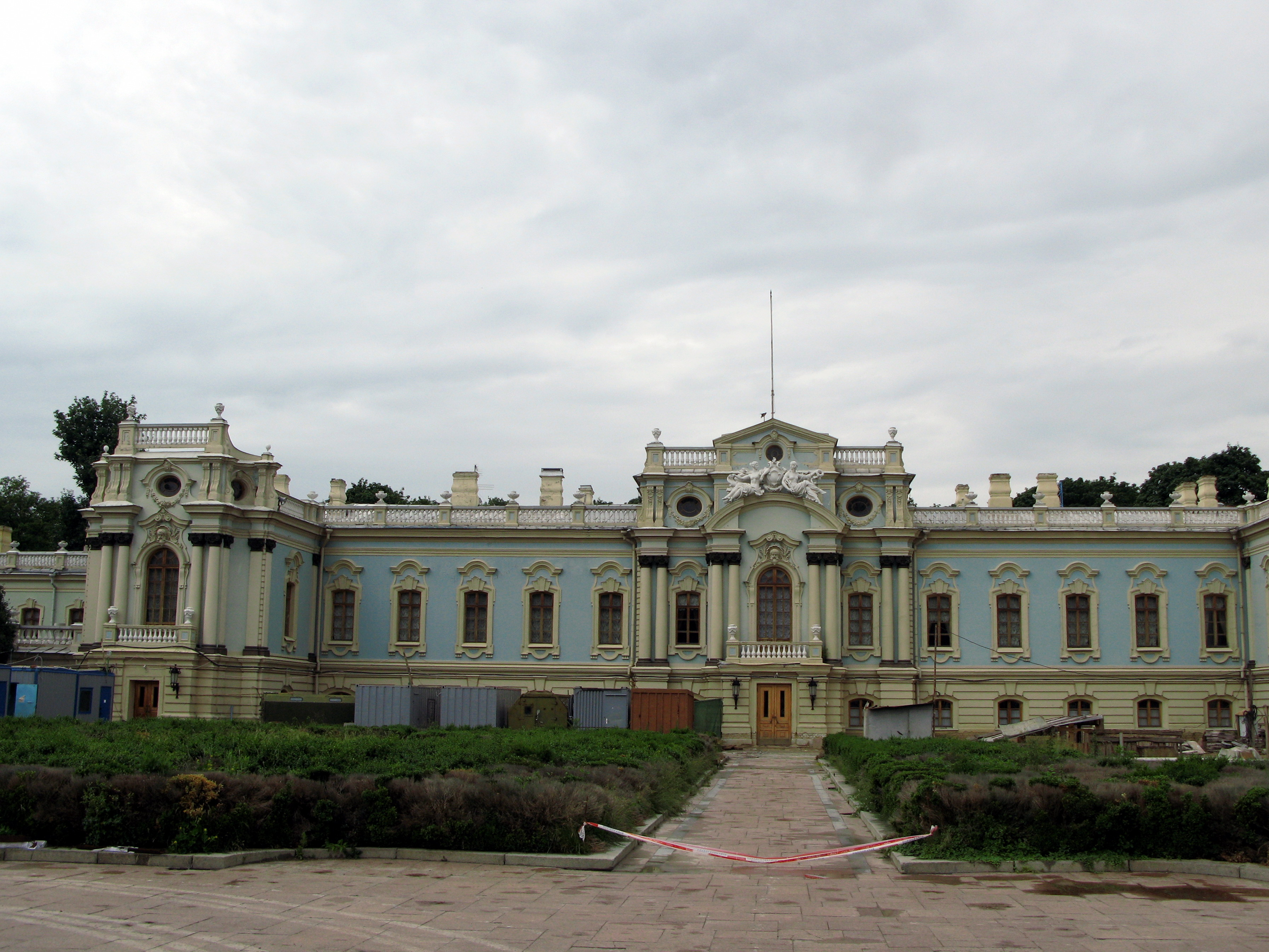
A 2008-as, felújítás előtti állapotban
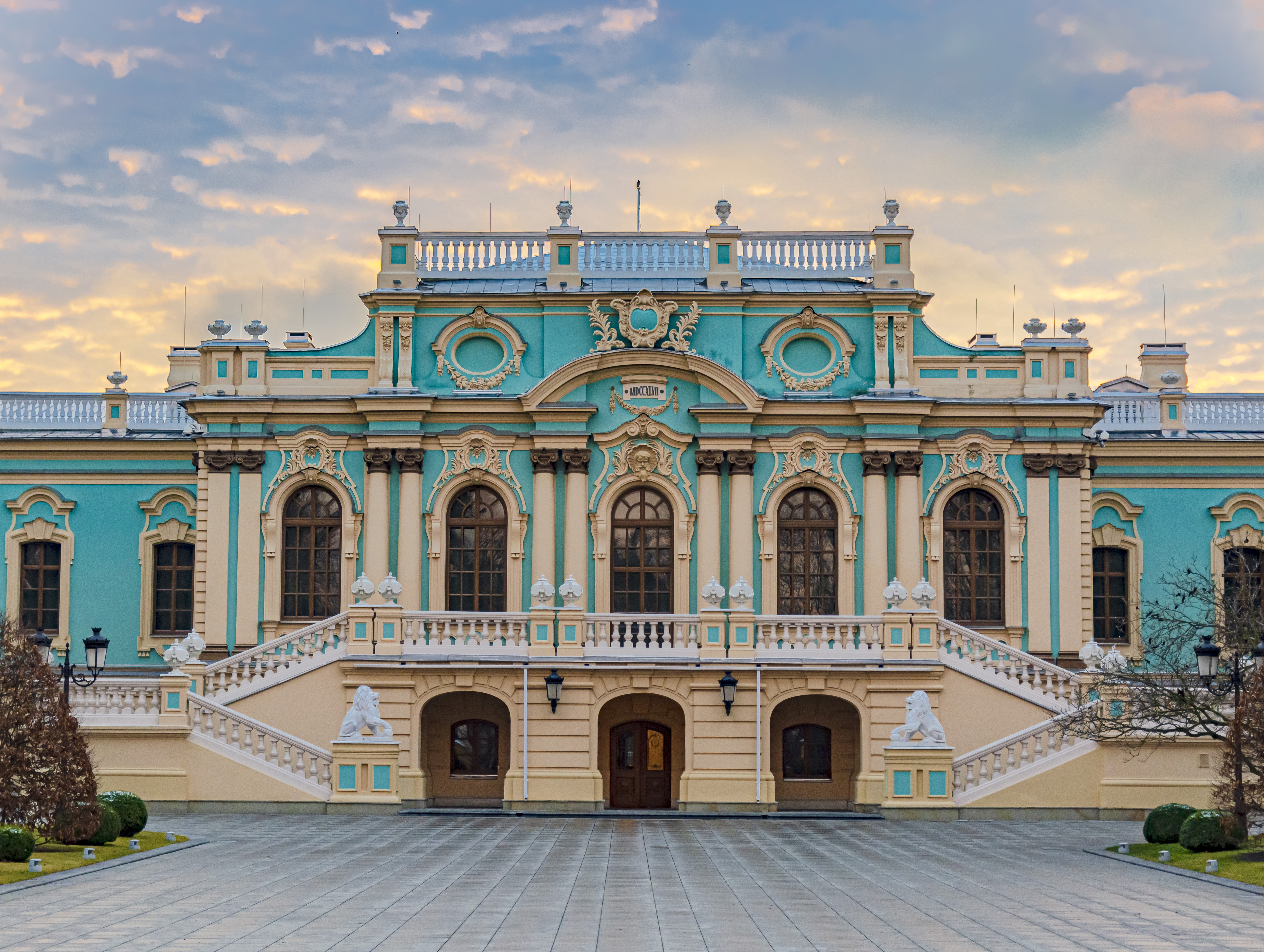
A palota felújított hátsó homlokzatának látképe a kertek felől
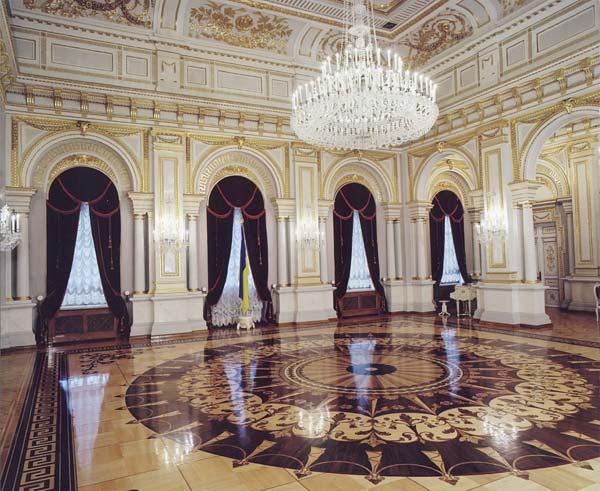
A restaurált Fehér terem
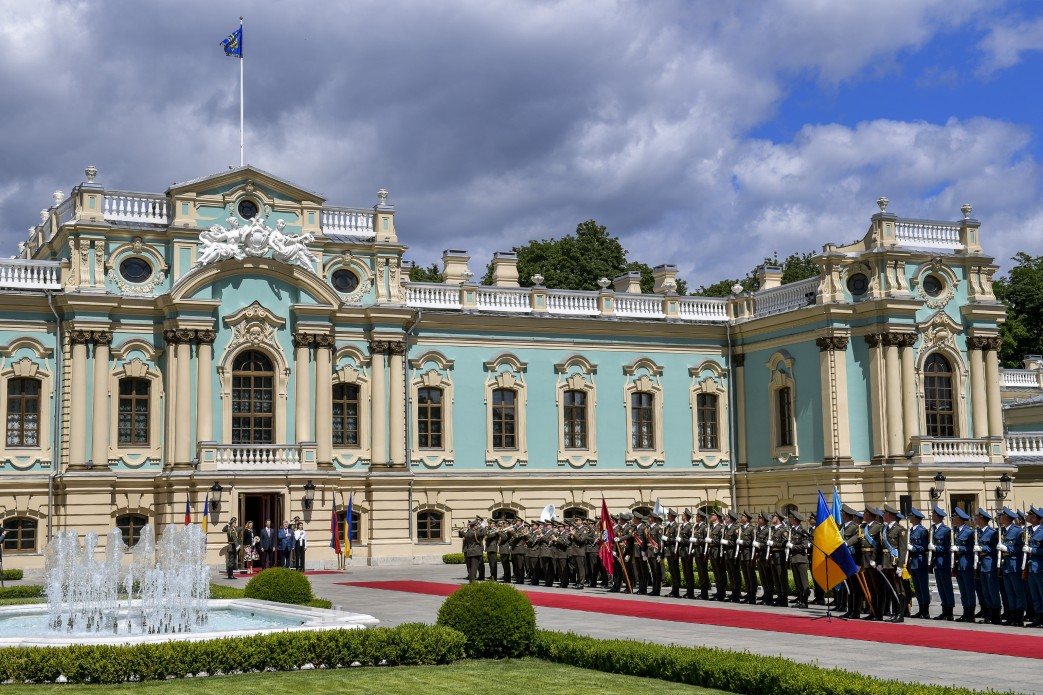
Alajos liechtensteini trónörökös hivatalos látogatása Kijevben 2018 júniusában
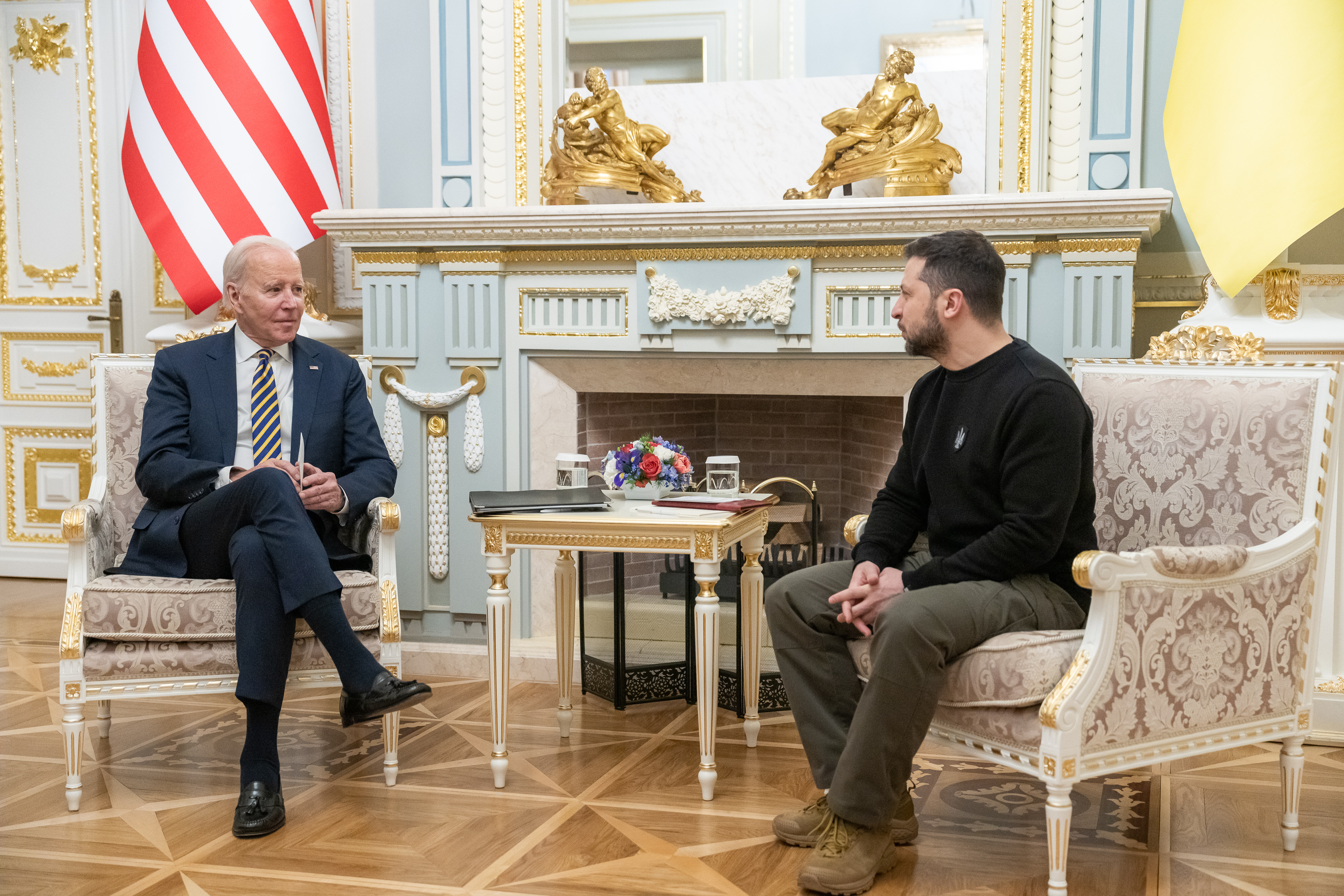
Joe Biden amerikai és Volodimir Zelenszkij ukrán elnök találkozója Kijevben 2023. február 20.
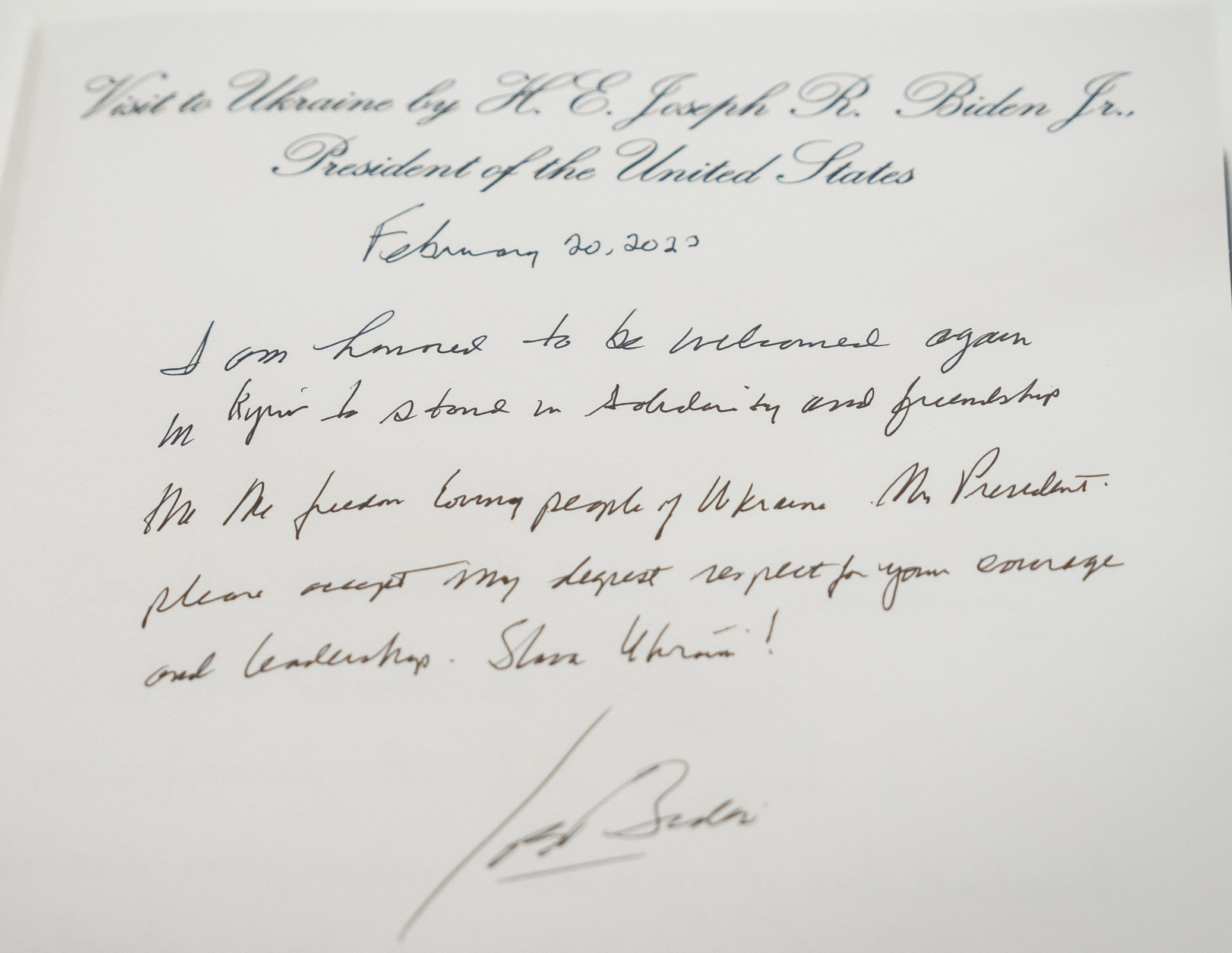
Joe Biden bejegyzése a palota emlékkönyvébe

## Fordítás
- Ez a szócikk részben vagy egészben  a   Mariinskyi Palace című angol Wikipédia-szócikk ezen változatának fordításán alapul.  Az eredeti cikk szerkesztőit annak laptörténete sorolja fel. Ez a jelzés csupán a megfogalmazás eredetét és a szerzői jogokat jelzi, nem szolgál a cikkben szereplő információk forrásmegjelöléseként.